# Кемер
Кеме́р (тур. Kemer) — місто-курорт й адміністративний центр однойменного району сільського типу Туреччини (провінція Анталія), розташований за 42 кілометри на південний захід від міста Анталія. Населення становить 20,1 тис. жителів (2010). Кемер розташований в історичній області, яка знана як Лікія, земля якої зберігає сліди Олександра Македонського, Марка Антонія і багатьох інших великих полководців давнини.
Місто розташоване на схилах західних Таврських гір, що підступили до самого моря.

## Історія
Аж до 1910 року Кемер являв собою невелике селище і мало назву Ескікей (тур. Eskiköy — «Старе Село»). З його історії зберігся лише той факт, що в давнину селище згадувалось як лікійське місто Ідріос. Протягом багатьох років з гір на село спадали селеві потоки, утворюючи спочатку численні озера, а потім багнисті болота. Щоб хоч якось захиститися від цього, місцеві жителі у 1910 році почали будівництво кам'яної стіни, яке завершилося тільки в 1917 році. У результаті споруда простягнулася вздовж гірських схилів на 23 кілометри. З боку це виглядало так, немов стіна оперізує гори, тому селище отримало нову назву — Кемер, що в перекладі з турецької означає «пояс» (ще один варіант перекладу: «кишеня»).
Існує ще одна з легенд про походження назви міста — з «Іліади». Гомер розповідає про те, що тут жила химера. Саме цей міф, як стверджують, дав назву містечку. Химера була повалена Беллерофонтом, але язик вогнедишного чудовиська досі видно на вершині невеликої гори Янарташ (що означає «камінь, що горить»).
До 1960-х років в Кемер можна було дістатися тільки морем. Але коли Анталія стала перетворюватися на великий міжнародний курорт, сюди проклали шосе. І вже у 1990-ті роки Кемер перетворився на один з найбільших туристичних центрів. Взимку 2010 року були добудовані 3 нових тунелі в бік Кемера. Це було зроблено для того, що було менше автомобільних аварій, тому що раніше на вузькій серпантинній дорозі був двосторонній рух і багато автобусів злітали в урвища або кювети.
Недалеко від Кемера збереглися руїни міст Фазеліс і Олімпос. Олімпос був заснований в III столітті до н. е. і до приходу римлян служив притулком для піратів. Був зруйнований землетрусом, до наших днів збереглися руїни бань і базиліки, а також численні надгробні пам'ятники та саркофаги.

## Клімат
Місто Кемер лежить в зоні середземноморського клімату. Попри сонце, що постійно сяє, у Кемері відносно прохолодно через особливий мікроклімат. Взимку температура води 10-12 °C, влітку — близько 27 °C. Найдощовитий сезон припадає на зимові місяці. В інший час тут стоїть ясна сонячна погода.

## Курорт

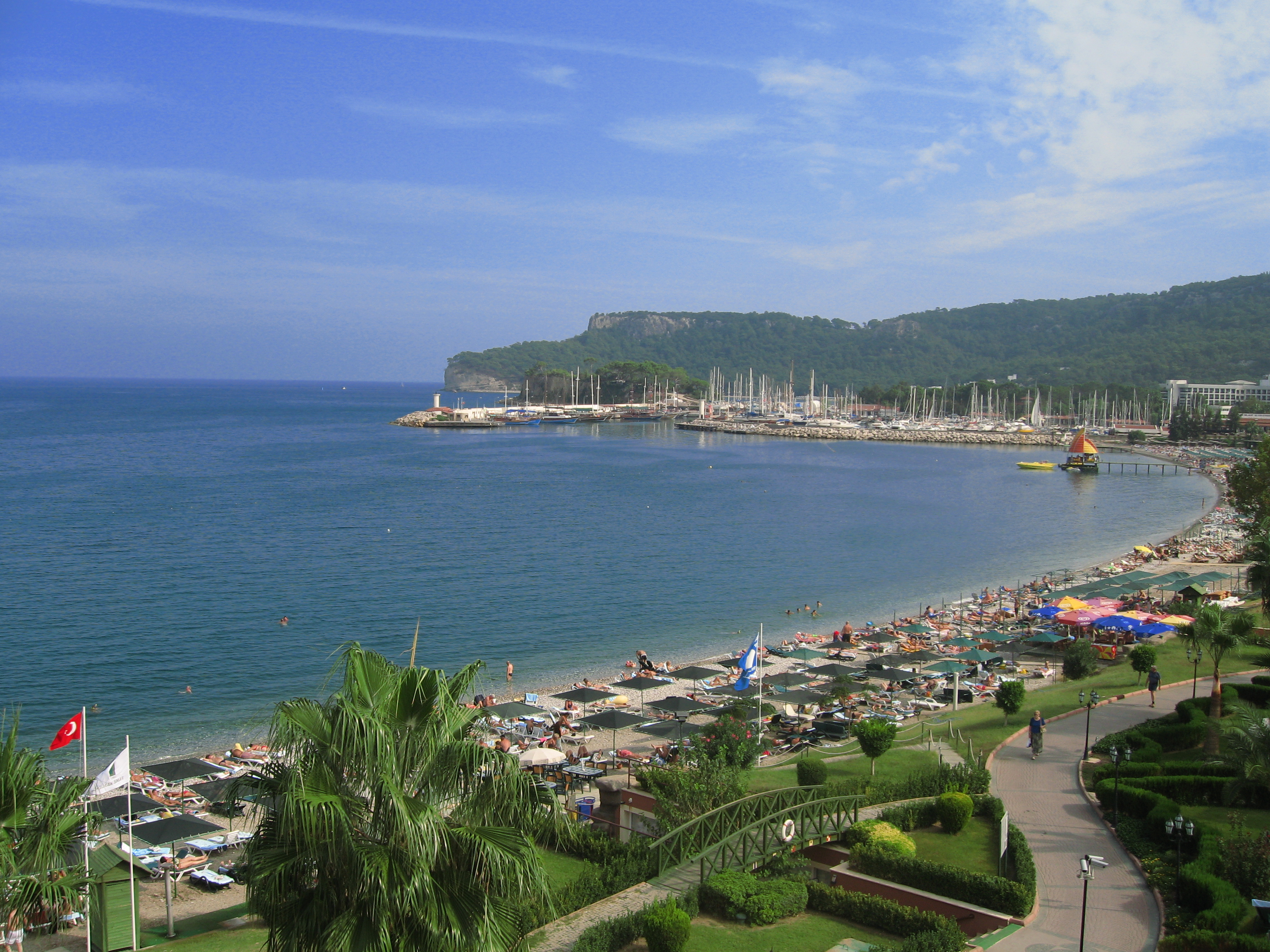
Узбережжя Кемера

У Кемері та в його околицях розташовано безліч найрізноманітніших готелів — від скромних сімейних пансіонатів до розкішних п'ятизіркових клубів. Курортна зона Кемера охоплює райони Бельдібі, Гейнюк, м. Кемер, Кіріш, Чамьюва, Текірова.

## Визначні пам'ятки Кемера
- Сільце Чиралі
- Руїни античного міста Олімпос

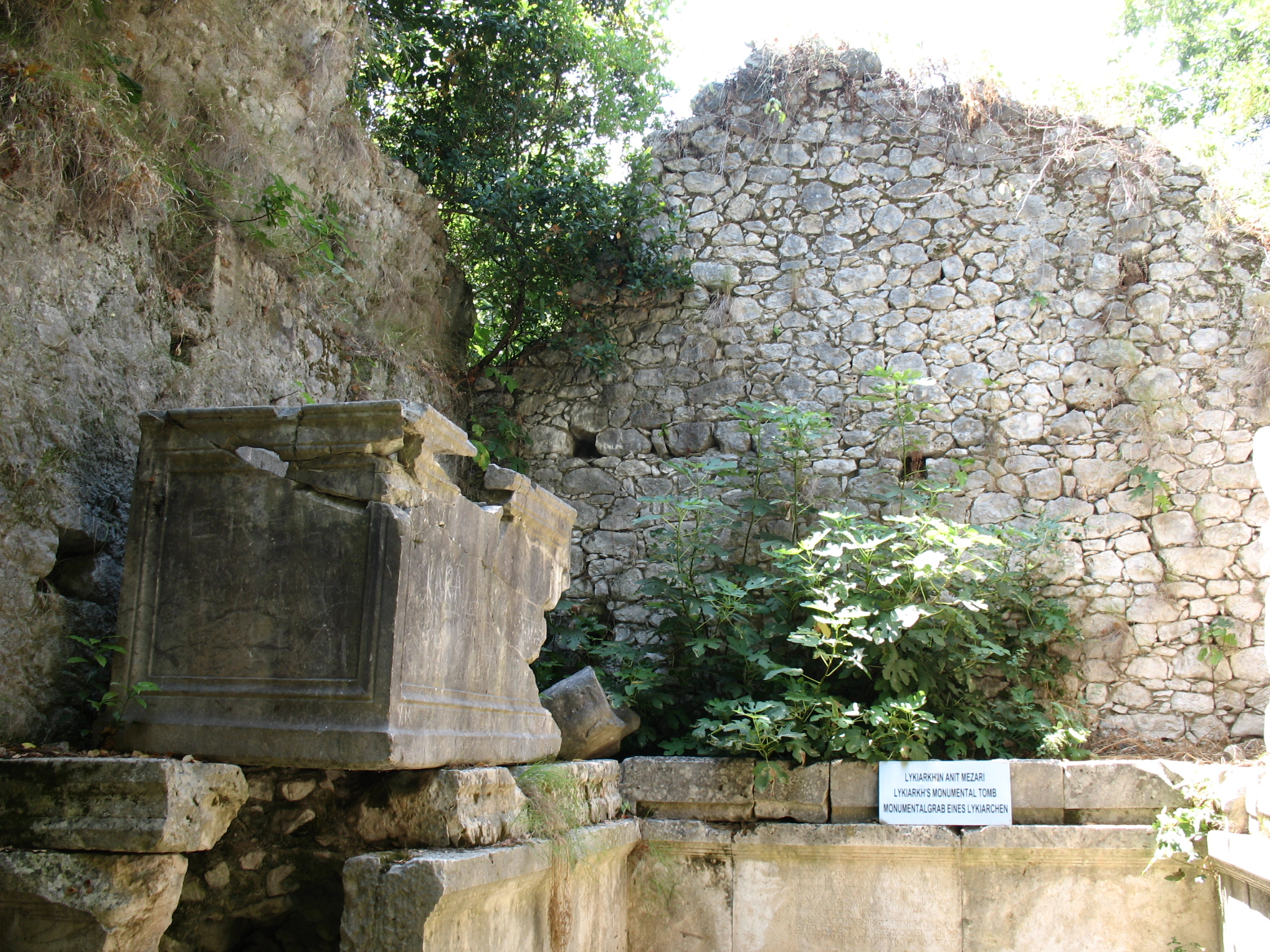
Гробниця в Олімпосі

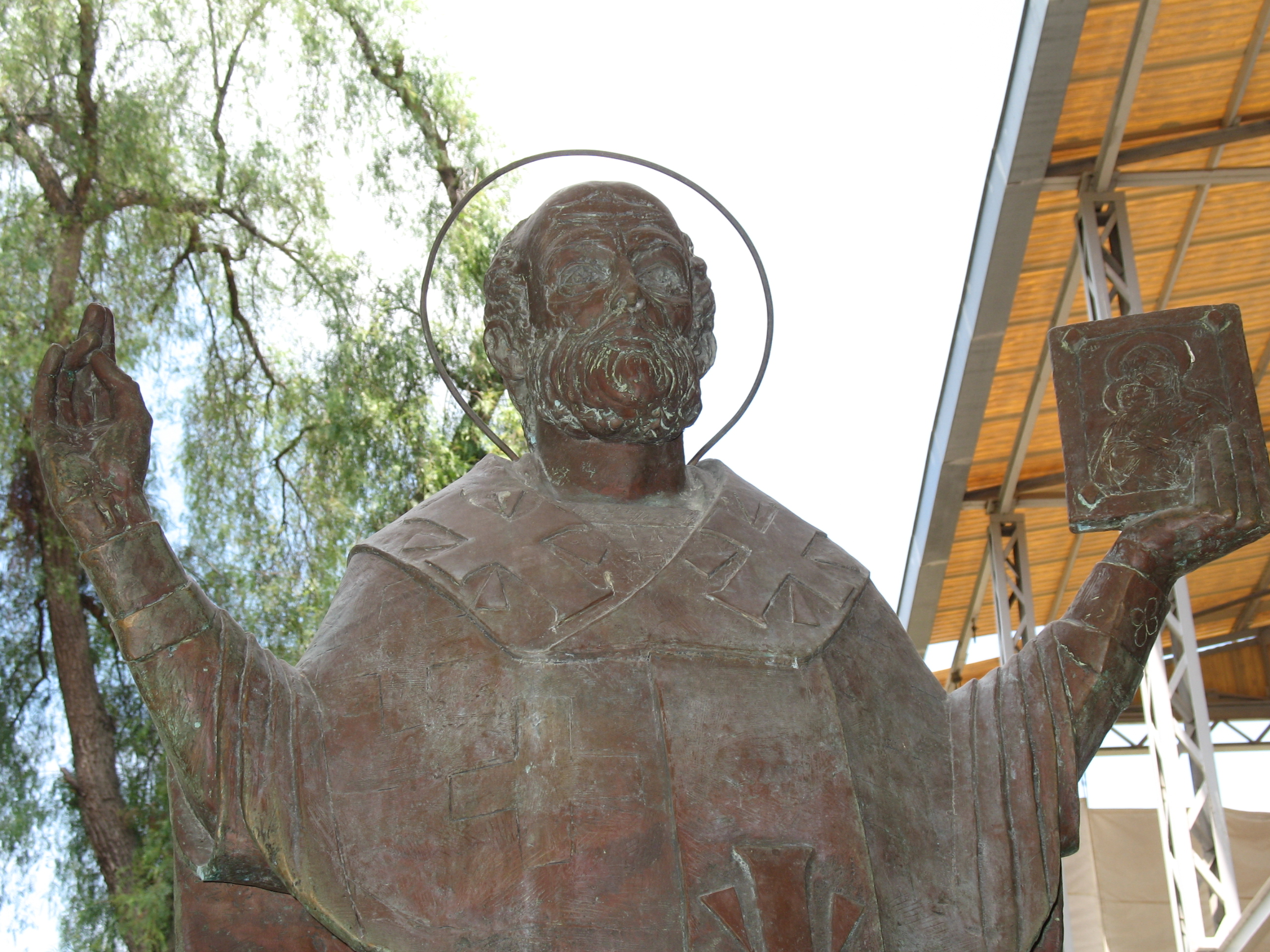
Св. Микола, Міри Лікійські

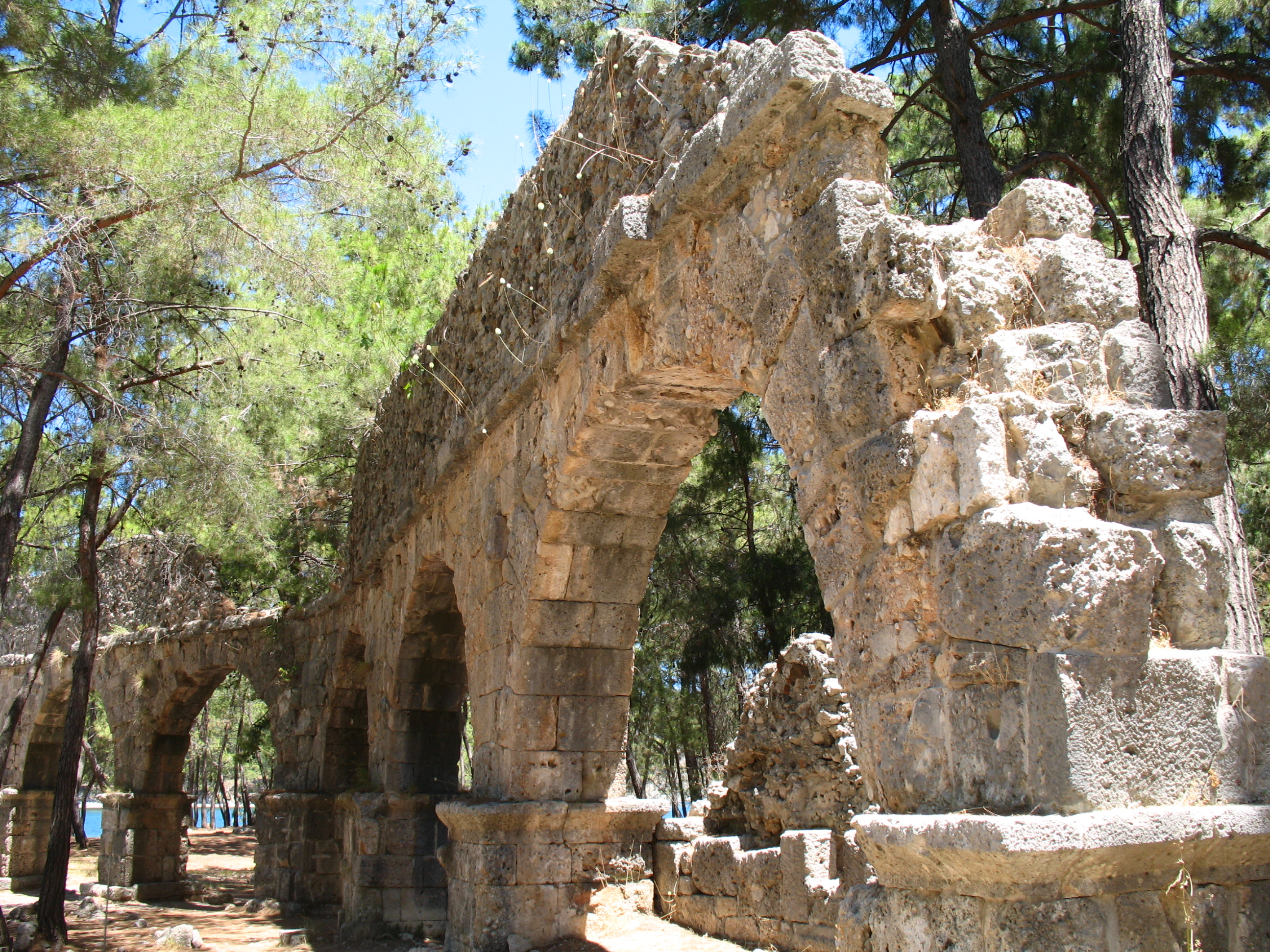
Акведук у Фаселісі

- Химера, або «Палаюча гора» (в селі Чиралі)
- Парк місячного світла (Moonlight Park) з насипним пісочним пляжем
- Парк Ерюк — експозиція побуту турків-кочівників
- Бульвар Ататюрка (тур. Atatürk Bulvarı) — головна вулиця Кемера, на якій встановлено пам'ятник засновнику сучасної Туреччини Мустафі Кемалю Ататюрку (Ататюрк відпускає в небо голуба миру). Недалеко від пам'ятника височіє годинникова башта з білого каменю — символ Кемера. Перед пам'ятником розташовані танцюючі фонтани. Щопонеділка тут працює базар, де місцеві жителі продають фрукти, овочі, прянощі. Тут же розташована центральна станція міжміських автобусів, які вирушають в довколишні містечка та Анталію.
- Печера Білдібі — печера, що розташована за 16  км на північ від Кемера, зберігає сліди людини палеоліту.
- Каньйон Гойнюк
- Канатна дорога Olympos Teleferik на вершину гори Тахтали (2365 метрів, у селі Текірова)
- Демре Міри Лікійські — батьківщина св. Миколи Чудотворця
- Гора Тахталы[1] - найвища точка в регіоні
- Руїни античного міста Фазеліс

## Міста-побратими
| Україна, Південне |

## Галерея

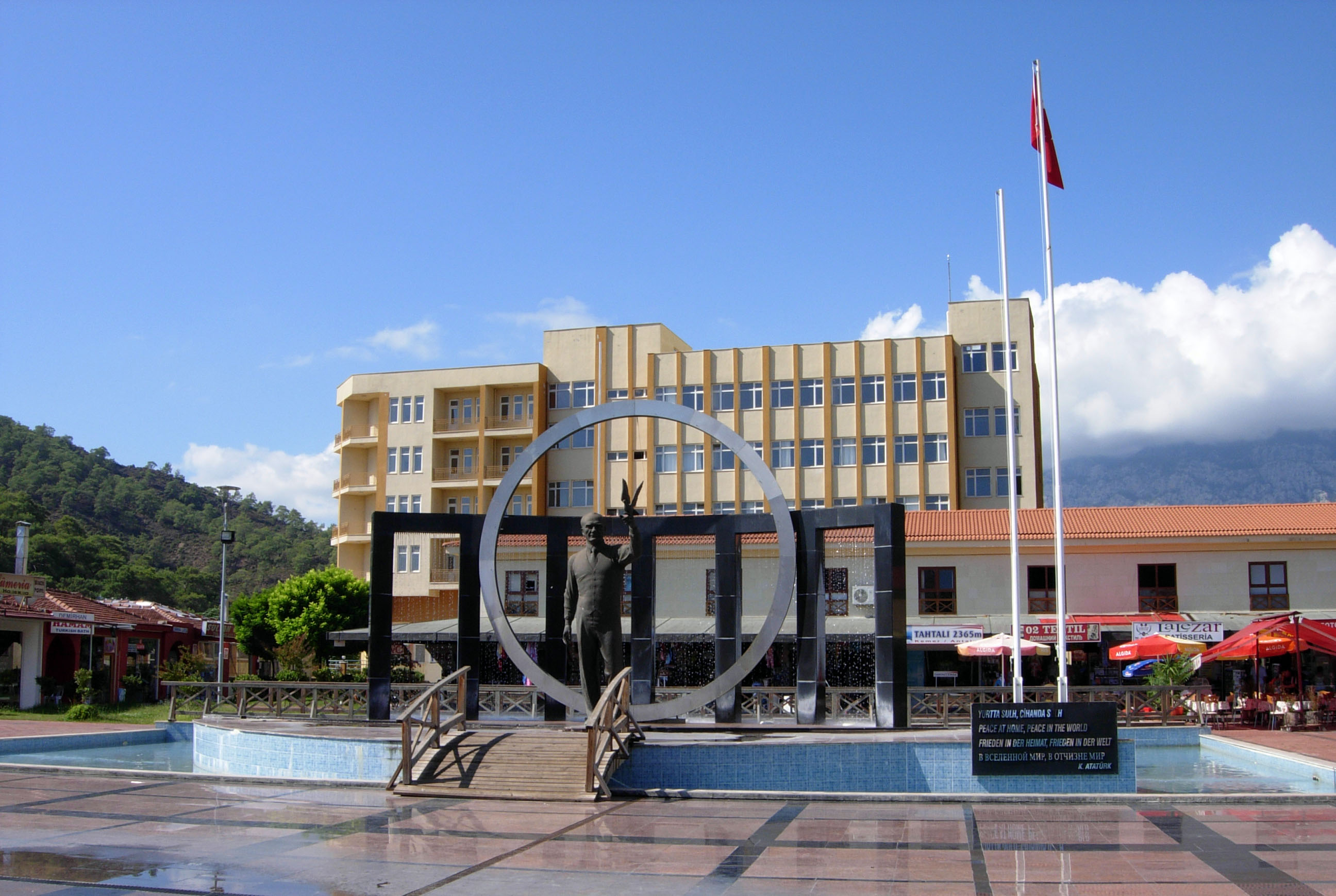
Міська площа
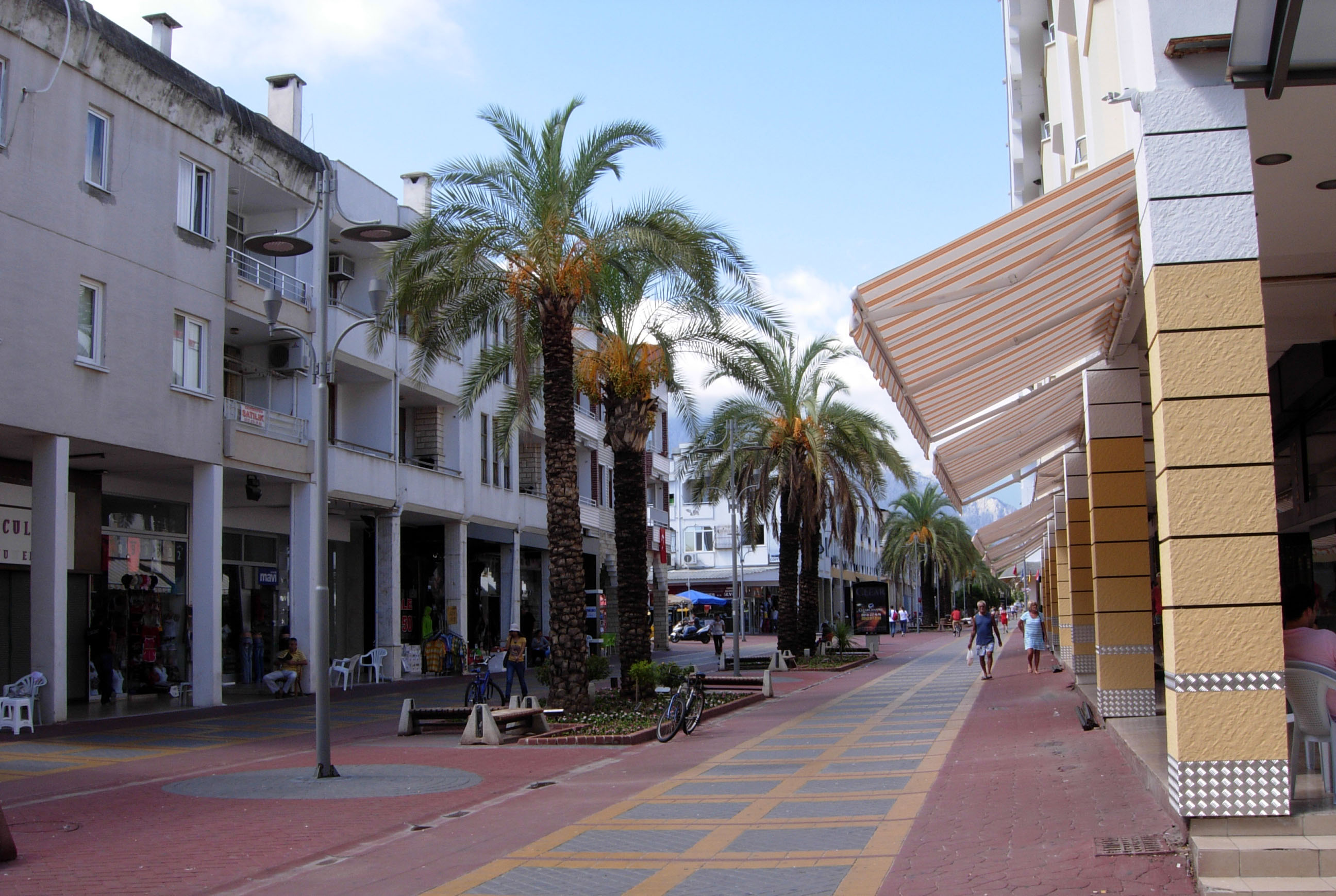
Вулиця Кемера
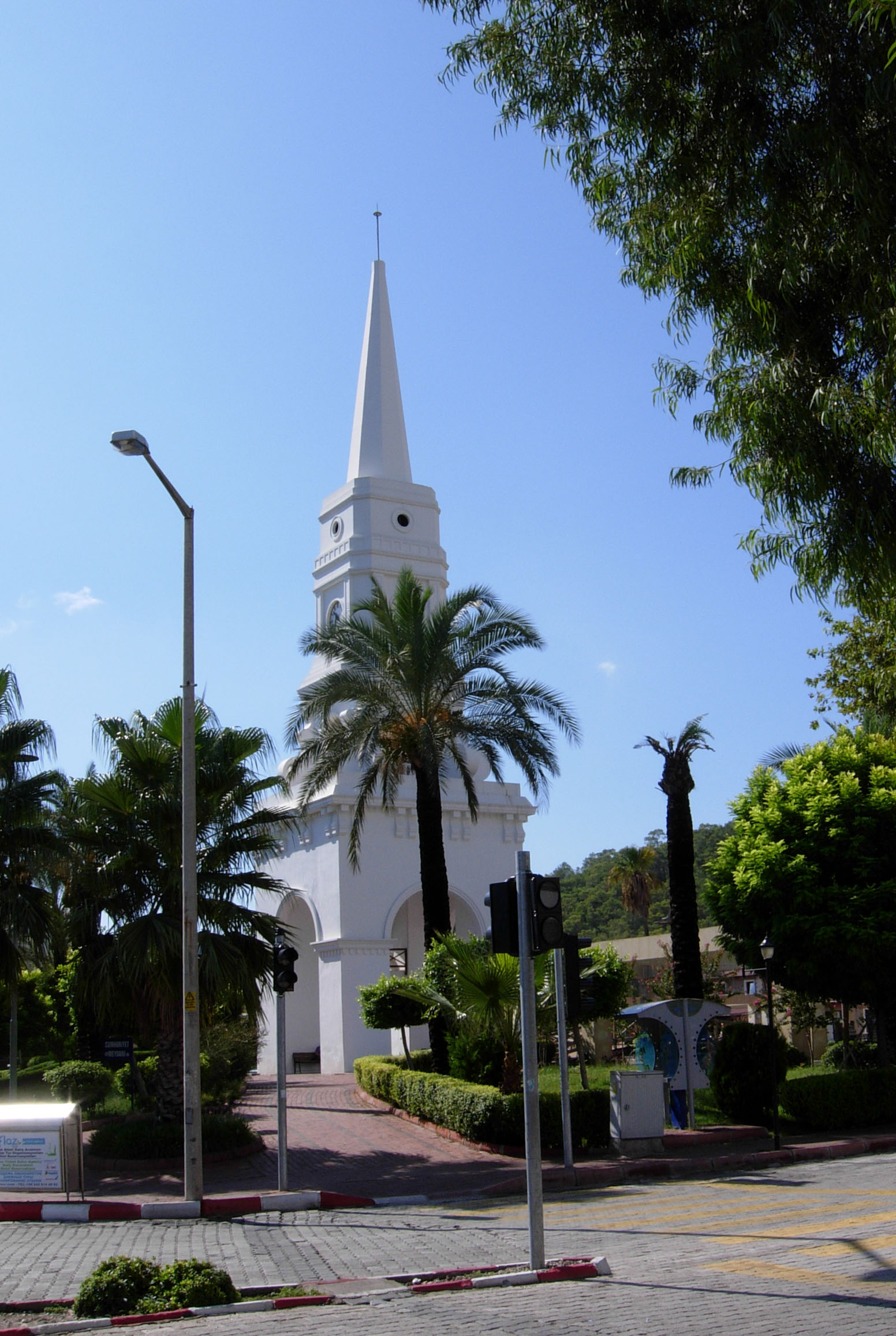
Годинникова башта
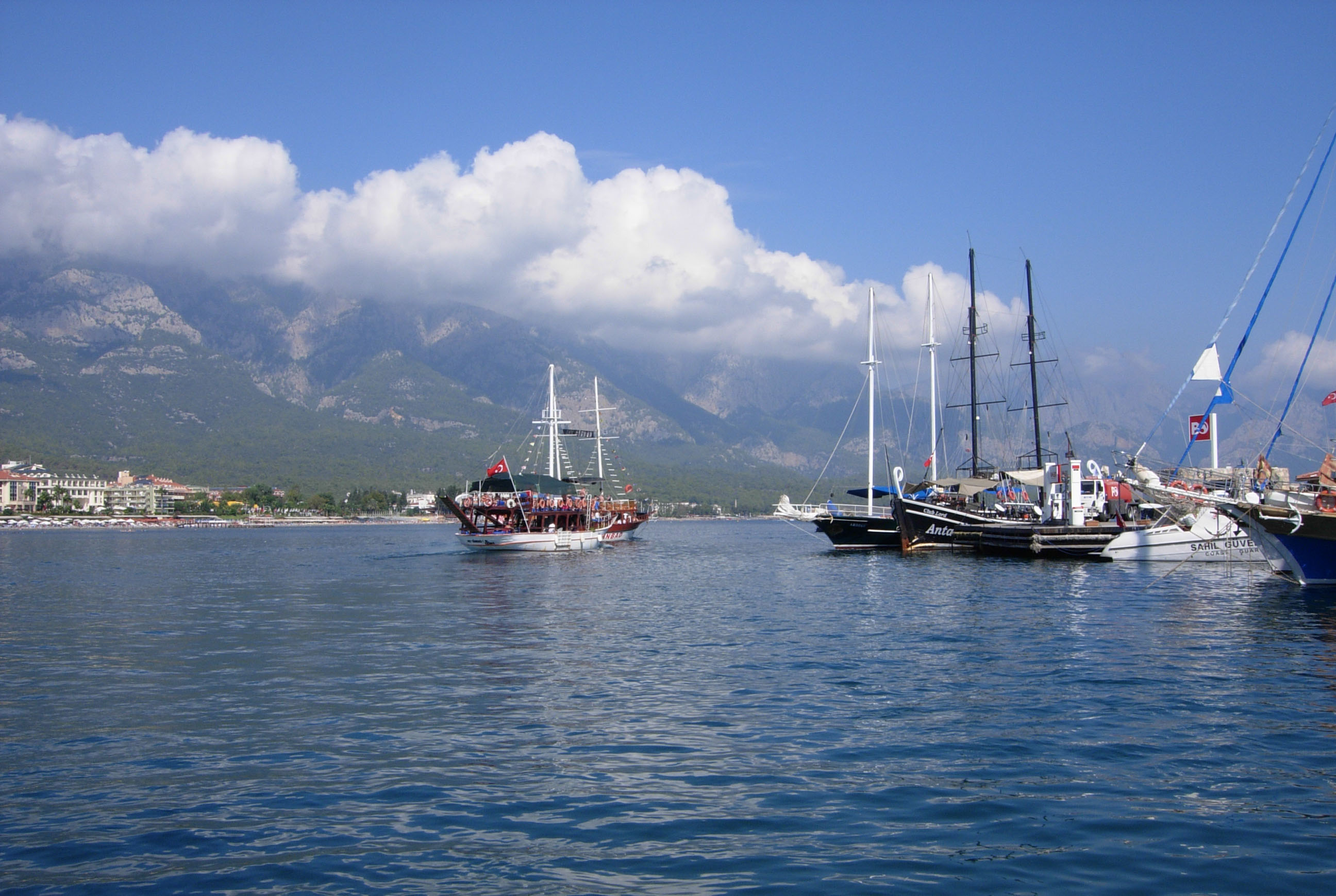
Порт Кемера